# Kaisers
Kaisers is een gemeente in het district Reutte in de Oostenrijkse deelstaat Tirol.
Kaisers ligt in een zijdal van het Lechtal op 1518 meter hoogte. De nederzetting werd in de 14e eeuw gesticht door bewoners die hierheen trokken vanuit het Stanzertal. Het dorp vormt pas sinds 1938 een zelfstandige gemeente. Daarvoor hoorde het bij Pettneu am Arlberg en dus tot het district Landeck. De gemeente Pettneu heeft wel het zogenaamde Almrecht behouden nadat Kaisers zich als zelfstandige gemeente afsplitste.
Het kleine dorp kreeg landelijke bekendheid bij de Oostenrijkse parlementsverkiezingen 2002, omdat de Oostenrijkse Volkspartij er 100% van de stemmen behaalde. Van de 55 stemgerechtigden brachten 45 een stem uit. Eén daarvan was ongeldig, de overige vielen de ÖVP ten deel.
Bach · Berwang · Biberwier · Bichlbach · Breitenwang · Ehenbichl · Ehrwald · Elbigenalp · Elmen · Forchach · Grän · Gramais · Häselgehr · Heiterwang · Hinterhornbach · Höfen · Holzgau · Jungholz · Kaisers · Lechaschau · Lermoos · Musau · Namlos · Nesselwängle · Pfafflar · Pflach · Pinswang · Reutte · Schattwald · Stanzach · Steeg · Tannheim · Vils · Vorderhornbach · Wängle · Weißenbach am Lech · Zöblen